# Herrenberg (Badenia-Wirtembergia)
Herrenberg – miasto w Niemczech, w kraju związkowym Badenia-Wirtembergia, w rejencji Stuttgart, w regionie Stuttgart, w powiecie Böblingen, siedziba wspólnoty administracyjnej Herrenberg. Leży przy granicy Schönbucha, ok. 15 km na południowy zachód od Böblingen i 30 km od Stuttgartu. Jest czwartym miastem pod względem wielkości w powiecie i centralnym miastem dla sąsiednich gmin.
Liczba mieszkańców Herrenberg przekroczyła w 1972 liczbę 20 tys. w związku z reformą terytorialną. Z gminami Deckenpfronn i Nufringen Herrenberg zawarł wspólnotę administracyjną.

## Demografia
| Rok             | Liczba mieszkańców |
| --------------- | ------------------ |
| 1622            | ok. 1800           |
| 1652            | 1006               |
| 1771            | 1570               |
| 1803            | 1796               |
| 1825            | 1985               |
| 1843            | 2140               |
| 1861            | 2015               |
| 1 grudnia 1871  | 2127               |
| 1 grudnia 1880  | 2646               |
| 1 grudnia 1890  | 2614               |
| 1 grudnia 1900  | 2557               |
| 1 grudnia 1910  | 2705               |
| 16 czerwca 1925 | 3021               |

| Rok              | Liczba mieszkańców |
| ---------------- | ------------------ |
| 16 czerwca 1933  | 3395               |
| 17 maja 1939     | 3689               |
| 1946             | 5605               |
| 13 sierpnia 1950 | 6292               |
| 6 czerwca 1961   | 9539               |
| 27 maja 1970     | 12 573             |
| 31 grudnia 1975  | 24 389             |
| 31 grudnia 1980  | 25 422             |
| 27 maja 1987     | 26 001             |
| 31 grudnia 1990  | 27 344             |
| 31 grudnia 1995  | 28 839             |
| 31 grudnia 2000  | 30 377             |
| 31 grudnia 2005  | 31 255             |

## Transport
W mieście krzyżują się drogi krajowe B14, B28 i B296, na wschód położona jest autostrada A81. Herrenberg znajduje się również na trasie linii kolejowej InterCity Stuttgart – Singen (Hohentwiel) ze stacją Herrenberg.

## Współpraca

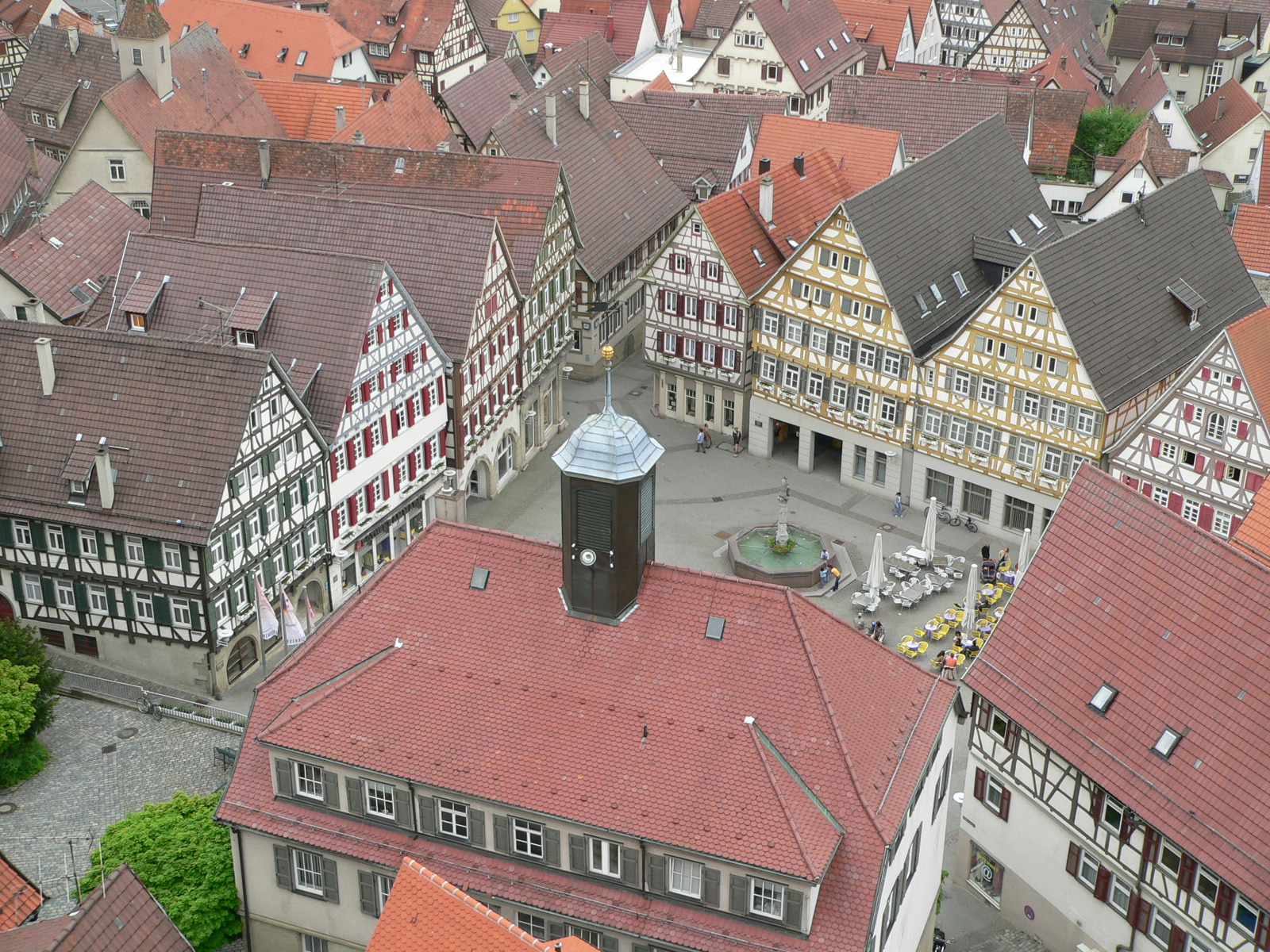
Rynek

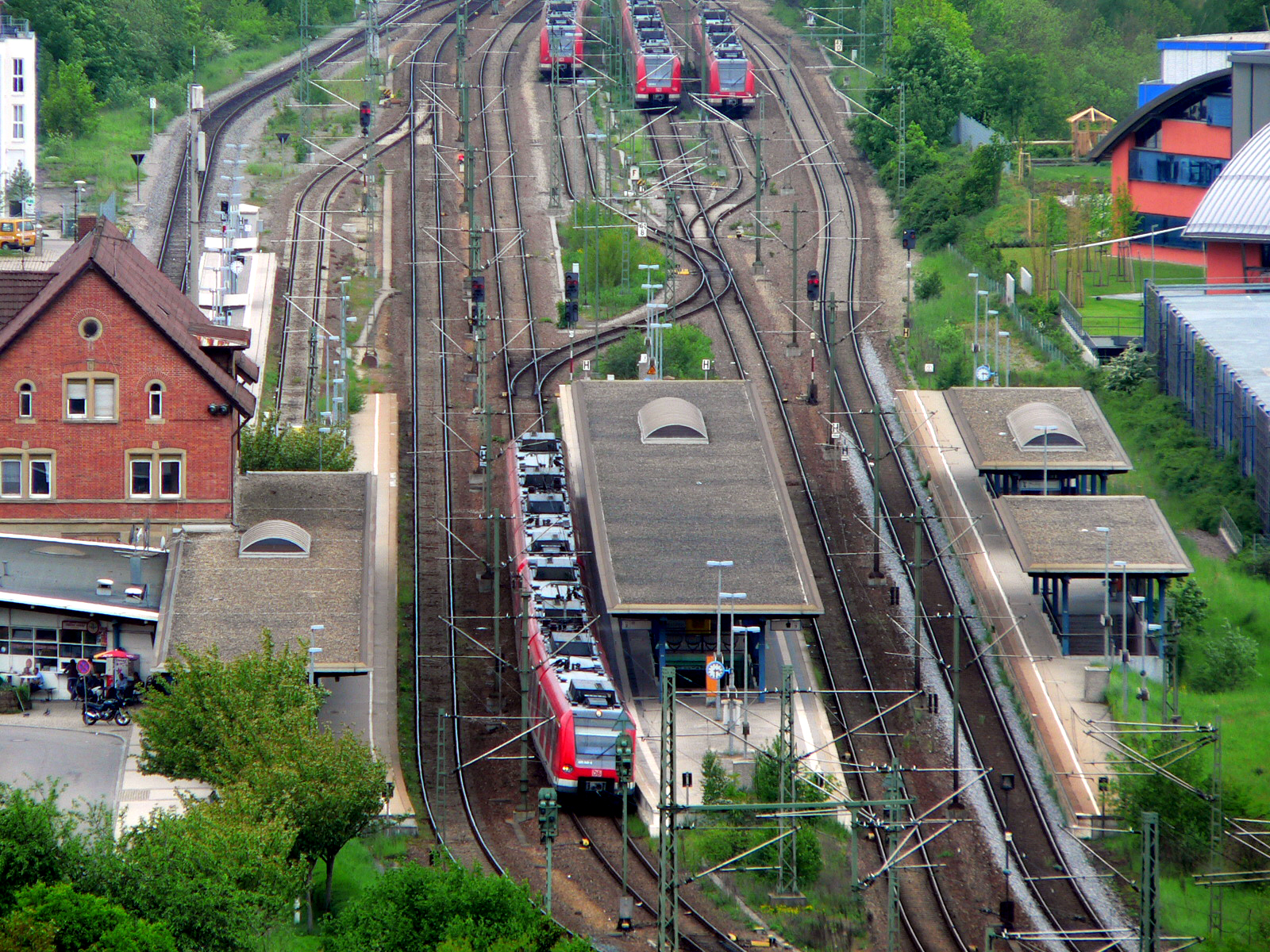
Dworzec kolejowy

Miejscowości partnerskie:
- Amplepuis, Francja
- Fidenza, Włochy
- Tarare, Francja